# Jorma Sandelin
Jorma Alexander Sandelin (4 de junio de 1936) es un deportista finlandés que compitió en tiro con arco, en la modalidad de arco recurvo.
Ganó cuatro medallas en el Campeonato Mundial de Tiro con Arco al Aire Libre entre los años 1961 y 1971, y tres medallas en el Campeonato Europeo de Tiro con Arco al Aire Libre entre los años 1968 y 1972.

## Palmarés internacional
| Campeonato Mundial al Aire Libre | Campeonato Mundial al Aire Libre | Campeonato Mundial al Aire Libre | Campeonato Mundial al Aire Libre |
| Año                              | Lugar                            | Medalla                          | Prueba                           |
| -------------------------------- | -------------------------------- | -------------------------------- | -------------------------------- |
| 1961                             | Oslo (Noruega)                   | Medalla de bronce                | Individual                       |
| 1961                             | Oslo (Noruega)                   | Medalla de bronce                | Equipo                           |
| 1965                             | Västerås (Suecia)                | Medalla de plata                 | Equipo                           |
| 1971                             | York (Reino Unido)               | Medalla de plata                 | Equipo                           |
| Campeonato Europeo al Aire Libre |                                  |                                  |                                  |
| Año                              | Lugar                            | Medalla                          | Prueba                           |
| 1968                             | Reutte (Austria)                 | Medalla de plata                 | Equipo                           |
| 1970                             | Hradec Králové (Checoslovaquia)  | Medalla de plata                 | Equipo                           |
| 1972                             | Walferdingen (Luxemburgo)        | Medalla de plata                 | Equipo                           |